# Renato Chiantoni
Renato Chiantoni (Brescia, 19 aprile 1906 – Roma, 24 dicembre 1979) è stato un attore italiano.

## Biografia
Nato a Brescia in una famiglia dalle solide radici teatrali, figlio dell'attore chietino Amedeo Chiantoni e dell'attrice romana Alfonsina Pieri, iniziò a recitare sin da piccolo, per arrivare a legarsi a varie compagnie sia di prosa che di rivista. Nel 1931, venne scelto da Carlo Ludovico Bragaglia per ricoprire una parte nella pellicola Vele ammaninate: fu l'inizio di una lunga carriera di attore cinematografico in quasi 120 film, che lo vide lavorare sino a pochi mesi dalla morte, avvenuta a Roma nel 1979.
Negli anni trenta e quaranta ebbe modo di lavorare anche nella prosa radiofonica dell'EIAR poi in quella della Rai, facendo anche qualche apparizione televisiva sia nelle commedie che nel varietà.
Nel dopoguerra si occupò anche di alcune produzioni cinematografiche e della regia di documentari.

## Filmografia
- Vele ammainate, regia di Carlo Ludovico Bragaglia (1931)
- Gatta ci cova, regia di Gennaro Righelli (1937)
- Stasera alle undici, regia di Oreste Biancoli (1937)
- Le due madri, regia di Amleto Palermi (1938)
- L'ultimo scugnizzo, regia di Gennaro Righelli (1938)
- Ettore Fieramosca, regia di Alessandro Blasetti (1938)
- Fuochi d'artificio, regia di Gennaro Righelli (1938)
- Il suo destino, regia di Enrico Guazzoni (1938)
- L'ultima carta, regia di Piero Ballerini (1938)
- L'albergo degli assenti, regia di Raffaello Matarazzo (1939)
- Montevergine, regia di Carlo Campogalliani (1939)
- Il barone di Corbò, regia di Gennaro Righelli (1939)
- Il fornaretto di Venezia, regia di Duilio Coletti (1939)
- L'ospite di una notte, regia di Giuseppe Guarino (1939)
- Piccolo hotel, regia di Piero Ballerini (1939)
- Tre fratelli in gamba, regia di Alberto Salvi (1939)
- Il segreto inviolabile, regia di J. Flechner de Gomar (1939)
- Validità giorni dieci, regia di Camillo Mastrocinque (1940)
- La reggia sul fiume, regia di Alberto Salvi (1940)
- Mare, regia di Mario Baffico (1940)
- Capitan Fracassa, regia di Duilio Coletti (1940)
- Ecco la felicità, regia di Marcel L'Herbier (1940)
- Il ponte dei Sospiri, regia di Mario Bonnard (1940)
- San Giovanni decollato, regia di Amleto Palermi (1940)
- La maschera di Cesare Borgia, regia di Duilio Coletti (1941)
- Il re si diverte, regia di Mario Bonnard (1941)
- Amore imperiale, regia di Aleksandr Volkov (1941)
- Il bazar delle idee, regia di Marcello Albani (1941)
- Capitan Tempesta, regia di Corrado D'Errico (1942)
- Colpi di timone, regia di Gennaro Righelli (1942)
- Cenerentola e il signor Bonaventura, regia di Sergio Tofano (1942)
- Fra Diavolo, regia di Luigi Zampa (1942)
- Giorno di nozze, regia di Raffaello Matarazzo (1942)
- Il leone di Damasco, regia di Corrado D'Errico (1942)
- L'abito nero da sposa, regia di Luigi Zampa (1943)
- Il birichino di papà, regia di Raffaello Matarazzo (1943)
- Dagli Appennini alle Ande, regia di Flavio Calzavara (1943)
- Gian Burrasca, regia di Sergio Tofano (1943)
- Macario contro Zagomar, regia di Giorgio Ferroni (1943)
- La moglie in castigo, regia di Leo Menardi (1943)
- Il treno crociato, regia di Carlo Campogalliani (1943)
- Il fantasma della morte, regia di Giuseppe Guarino (1945)
- Il corriere di ferro, regia di Francesco Zavatta (1946)
- Cronaca nera, regia di Giorgio Bianchi (1946)
- La Certosa di Parma, regia di Christian-Jaque (1947)
- Vendetta di zingara, regia di Aldo Molinari (1950)
- Maschera nera, regia di Filippo Walter Ratti (1952)
- Femmina senza cuore, regia di Renato Borraccetti (1952)
- La storia del fornaretto di Venezia, regia di Giacinto Solito (1952)
- La carrozza d'oro (Le Carrosse d'or), regia di Jean Renoir (1952)
- La donna che inventò l'amore, regia di Ferruccio Cerio (1952)
- Puccini, regia di Carmine Gallone (1953)
- Nessuno ha tradito, regia di Roberto Bianchi Montero (1952)
- Addio, figlio mio!, regia di Giuseppe Guarino (1952)
- La mia vita è tua, regia di Giuseppe Masini (1953)
- Cuore di spia, regia di Renato Borraccetti (1953)
- Giorni d'amore, regia di Giuseppe De Santis (1953)
- L'incantevole nemica, regia di Claudio Gora (1953)
- Il maestro di Don Giovanni, regia di Vittorio Vassarotti e M. Krims (1953)
- Serenata al vento, regia di Luigi Latini De Marchi (1954)
- Rigoletto e la sua tragedia, regia di Flavio Calzavara (1954)
- La grande avventura, regia di Mario Pisu (1954)
- Se vincessi cento milioni, regia di Carlo Campogalliani e Carlo Moscovini (1954)
- La contessa scalza (The Barefoot Contessa), regia di Joseph L. Mankiewicz (1954)
- Vacanze d'amore, regia di Jean-Paul Le Chanois (1955)
- Accadde tra le sbarre, regia di Giorgio Cristallini (1955)
- Il campanile d'oro, regia di Giorgio Simonelli (1955)
- Occhi senza luce, regia di Flavio Calzavara (1956)
- Gente felice, regia di Mino Loy (1956)
- Difendo il mio amore, regia di Giulio Macchi (1957)
- Mattino di primavera, regia di Giacinto Solito (1957)
- Serenate per 16 bionde, regia di Marino Girolami (1957)
- Un angelo è sceso a Brooklyn, regia di Ladislao Vajda (1957)
- Ascoltami, regia di Carlo Campogalliani (1957)
- Il conte di Matera, regia di Luigi Capuano (1957)
- 3 straniere a Roma, regia di Claudio Gora (1958)
- Pia de' Tolomei, regia di Sergio Grieco (1958)
- Il mondo dei miracoli, regia di Luigi Capuano (1959)
- Ti aspetterò all'inferno, regia di Pietro Regnoli (1960)
- Robin Hood e i pirati, regia di Giorgio Simonelli (1960)
- I Masnadieri, regia di Mario Bonnard (1960)
- Il carabiniere a cavallo, regia di Carlo Lizzani (1961)
- Giulietta e Romanoff (Romanoff and Juliet), regia di Peter Ustinov (1961)
- Uno straniero a Sacramento, regia di Sergio Bergonzelli (1965)
- La colt è la mia legge, regia di Alfonso Brescia (1965)
- 30 Winchester per El Diablo, regia di Gianfranco Baldanello (1965)
- Due marines e un generale, regia di Luigi Scattini (1965)
- Rose rosse per Angelica, regia di Steno (1965)
- Arizona Colt, regia di Michele Lupo (1966)
- Tre notti violente, regia di Nick Nostro (1966)
- El Cisco, regia di Sergio Bergonzelli (1966)
- Arabella, regia di Mauro Bolognini (1967)
- Bang Bang Kid, regia di Giorgio Gentili (1967)
- La morte non conta i dollari, regia di Riccardo Freda (1967)
- Il lungo, il corto, il gatto, regia di Lucio Fulci (1967)
- Una colt in pugno al diavolo, regia di Sergio Bergonzelli (1967)
- T'ammazzo!... Raccomandati a Dio, regia di Osvaldo Civirani (1968)
- Le 10 meraviglie dell'amore, regia di Sergio Bergonzelli (1968)
- Lo voglio morto, regia di Paolo Bianchini (1968)
- Quell'amore particolare, regia di Carlo Martinelli (1970)
- La vita di Leonardo da Vinci, regia di Renato Castellani (1971)
- Camorra, regia di Pasquale Squitieri (1972)
- Alla mia cara mamma nel giorno del suo compleanno, regia di Luciano Salce (1974)
- Vergine, e di nome Maria, regia di Sergio Nasca (1975)
- La lunga strada senza polvere, regia di Sergio Tau (1977)
- Ride bene... chi ride ultimo, regia di Pino Caruso (1977)
- Per amore di Poppea, regia di Mariano Laurenti (1977)
- Lo chiamavano Bulldozer, regia di Michele Lupo (1978)

## Prosa televisiva Rai
- Rebecca, regia di Eros Macchi, trasmesso il 26 agosto 1969.